# Cacifo
Cacifo, sinal de cacifo ou sinal de Godet é um sinal clínico avaliado por meio da pressão digital sobre a pele, por pelo menos 5 segundos, a fim de se evidenciar edema. É considerado positivo se a depressão ("cacifo") formada não se desfizer imediatamente após a descompressão. Pode tanto estar relacionado a edemas localizados, mais comumente em membros inferiores, como também a estados de edema generalizado, denominados de anasarca. O edema pode ser quantificado a partir deste sinal, em função do tempo de retorno da pele após a compressão e da profundidade do cacifo formado.